# Christoph Eugen
Christoph Eugen (* 28. Mai 1976 in Judenburg) ist ein ehemaliger österreichischer Nordischer Kombinierer und aktueller Cheftrainer der Nordischen Kombinierer im Österreichischen Skiverband.

## Werdegang
Christoph Eugen startete von 1993 bis 2004 bei internationalen Wettbewerben. Nachdem er bei den Junioren-Weltmeisterschaften 1993 im tschechischen Harrachov sowohl im Einzel, als auch mit der österreichischen Mannschaft Vizeweltmeister geworden war, debütierte er am 25. März 1995 in Sapporo im Weltcup der Nordischen Kombination und erreichte hierbei den elften Platz. In den folgenden Jahren folgten regelmäßig weitere Wettbewerbsteilnahmen; seine besten Platzierungen waren zwei zweite Plätze in Teamwettbewerben am 21. Januar 2001 in Park City sowie am 9. Januar 2002 im Val di Fiemme.
Eugen startete zweimal bei Olympischen Winterspielen: Bei den Olympischen Winterspielen 1998 in Nagano wurde er mit der österreichischen Mannschaft (zusammen mit Christoph Bieler, Mario Stecher und Felix Gottwald) Vierte, womit sie nur knapp eine Medaille verpassten. Bei den Olympischen Winterspielen 2002 in Salt Lake City erreichte er im Einzelwettbewerb Gundersen K90/15 km Platz 20.
Sein letzter Wettbewerbsstart erfolgte am 7. März 2004 im Rahmen eines B-Weltcup-Wettbewerbs im Klingenthal. Im April 2012 trat er als Nachfolger des Norwegers Baard Jörgen Elden den Posten des Cheftrainers für den Bereich der Nordischen Kombination im Österreichischen Skiverband an. 
Christoph Eugen lebte nach seiner Karriere in Salzburg. Seine Ehefrau starb im Oktober 2023 bei einem Bergunfall.

## Statistik

### Platzierungen bei Olympischen Winterspielen
| Jahr und Ort        | Wettbewerb | Wettbewerb | Wettbewerb |
| Jahr und Ort        | Gundersen  | Sprint     | Team       |
| ------------------- | ---------- | ---------- | ---------- |
| 1998 Nagano         | 24.        | –          | 04.        |
| 2002 Salt Lake City | 20.        | –          | –          |

### Weltcup-Platzierungen
| Saison  | Platz | Punkte |
| ------- | ----- | ------ |
| 1993/94 | 78.   | 001    |
| 1994/95 | 39.   | 165    |
| 1995/96 | 33.   | 242    |
| 1996/97 | 20.   | 383    |
| 1997/98 | 09.   | 638    |
| 1998/99 | 35.   | 283    |
| 1999/00 | 42.   | 257    |
| 2000/01 | 09.   | 752    |
| 2001/02 | 21.   | 463    |
| 2002/03 | 45.   | 059    |